# Proviseux-et-Plesnoy
Proviseux-et-Plesnoy ist eine französische Gemeinde mit 133 Einwohnern (Stand 1. Januar 2022) im Département Aisne in der Region Hauts-de-France (vor 2016 Picardie). Sie gehört zum Arrondissement Laon, zum Kanton Villeneuve-sur-Aisne und zum Gemeindeverband Champagne Picarde.

## Geografie
Die Gemeinde Proviseux-et-Plesnoy liegt am Nordwestrand der Trockenen Champagne, 24 Kilometer nördlich von Reims und 30 Kilometer südöstlich von Laon an der Grenze zum Département Ardennes. Nachbargemeinden von Proviseux-et-Plesnoy sind La Malmaison im Norden, Villers-devant-le-Thour im Nordosten, Évergnicourt im Südosten, Neufchâtel-sur-Aisne und Menneville im Süden sowie Prouvais im Westen.

## Bevölkerungsentwicklung
| Jahr                       | 1962 | 1968 | 1975 | 1982 | 1990 | 1999 | 2006 | 2016 | 2022 |
| Einwohner                  | 166  | 150  | 107  | 117  | 110  | 102  | 94   | 120  | 133  |
| Quellen: Cassini und INSEE |      |      |      |      |      |      |      |      |      |

## Sehenswürdigkeiten

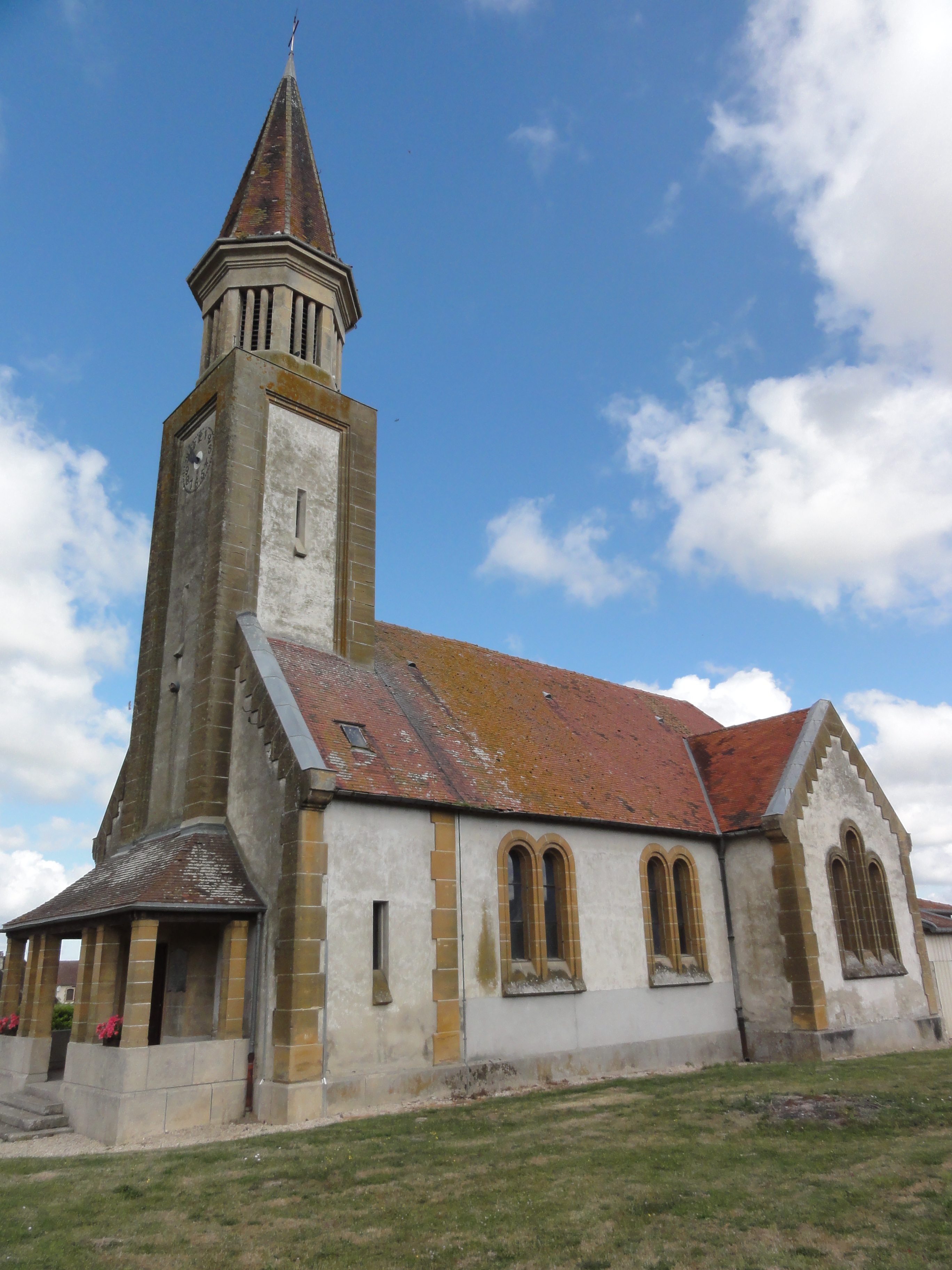
Kirche Saint-Étienne

- Kirche Saint-Étienne